# Ryota Nagaki
Ryota Nagaki (n. 4 iunie 1988, Yokohama, Japonia) este un fotbalist japonez.
În cariera sa, Nagaki a evoluat la Shonan Bellmare și Kashima Antlers. Nagaki a debutat la echipa națională a Japoniei în anul 2016.

## Statistici
| Japonia | Japonia | Japonia |
| An      | Meciuri | Goluri  |
| ------- | ------- | ------- |
| 2016    | 1       | 0       |
| Total   | 1       | 0       |